# Pterodroma hypoleuca
El petrel o fardela de las Bonin (Pterodroma hypoleuca) es una especie de ave marina de la familia de los petreles (Procellariidae). 
Habita en las aguas del Pacífico noroeste, anida en las islas del sur de Japón y en las islas de Sotavento. Se han realizado pocos estudios de esta especie debido principalmente a sus hábitos sigilosos y rango limitado, muchos aspectos biológicos de la especie son casi desconocidos.
Se encuentra amenazada por las especies introducidas, en especial ratas. Las ratas polinesias y las ratas negras han devastado las poblaciones en las islas de Sotavento de Hawái. Devastación similar ocurrió en Midway, donde las ratas negras introducidas en 1943 redujeron la población de 500.000 a 32.000 aves en 1995.  
Se han establecido medidas de conservación para proteger esta especie y otras aves marinas con las que comparte las islas. Existen proyectos para restaurar la vegetación nativa en Laysan y Midway, las ratas y conejos han sido removidos de todas las islas hawaianas del noroeste. La especie está clasificada como preocupación menor.